# Cristo in gloria con quattro santi e un donatore
Il Cristo in gloria con quattro santi e un donatore è un dipinto a tempera su tavola (308x199 cm) di Domenico Ghirlandaio, databile al 1492 circa e conservato nella Pinacoteca comunale di Volterra.

## Storia
La pala fu commissionata dall'abate camaldolese dell'abbazia dei Santi Giusto e Clemente a Volterra, Giusto Bonvicini; venne dipinta a Firenze nella bottega di Ghirlandaio e successivamente spedita nella cittadina toscana. Viene considerata in maggior parte opera di bottega, sebbene il disegno e alcuni dettagli spettino al maestro.

## Descrizione e stile
La tavola ha come oggetto la manifestazione di Cristo in gloria in cielo, entro un nimbo luminoso, sorretto da una nuvola tra cherubini, serafini e angeli oranti. Egli si affaccia benedicendo con un gesto della mano destra e tiene in mano in libro aperto con le lettere greche alfa e omega, simbolo del suo dominio sul mondo dall'inizio alla fine dei tempi.
Nella metà inferiore, secondo uno schema introdotto a Firenze da Pietro Perugino, si trovano quattro santi in posizione simmetrica. Due figure maschili sono in piedi, forse san Giovanni Gualberto e san Romualdo, legati alla Congregazione dei camaldolesi, e sembrano due colonne, coi loro abiti bianchi e la loro statura che torreggia sul paesaggio: uno tiene in mano aperto un libro e l'altro, col bastone, indica l'apparizione divina, la quale emana raggi di luce dorata. Le due sante inginocchiate al centro sono invece due sante locali e sono disposte quasi di spalle su un piano ribassato, amplificando la profondità spaziale.
Nell'angolo in basso a destra si trova infine il committente, Fra' Giusto Bonvicini, anziano monaco camaldolese come mostra l'abito chiaro: il suo ritratto è dipinto con precisione fisiognomica ed è forse la migliore parte della tavola. La secchezza dei tratti delle altre figure invece rivelano la mano di aiuti.
Il paesaggio sullo sfondo, pure probabile opera della bottega, mostra una veduta fluviale con un sentiero che si snoda tra rocce, con una città murata e alcune figurette. Massiccia è la presenza di lumeggiature dorate, sulle rocce, sulla vegetazione e sugli alberi. Un tocco esotico è rappresentato dalla giraffa che si vede piccola in lontananza: si tratta una reminiscenza di quella ricevuta in dono da Lorenzo il Magnifico, oggetto di grande curiosità a Firenze. In fondo alcune montagne azzurrine appaiono sfumate per effetto della foschia.